# 紀元前25世紀

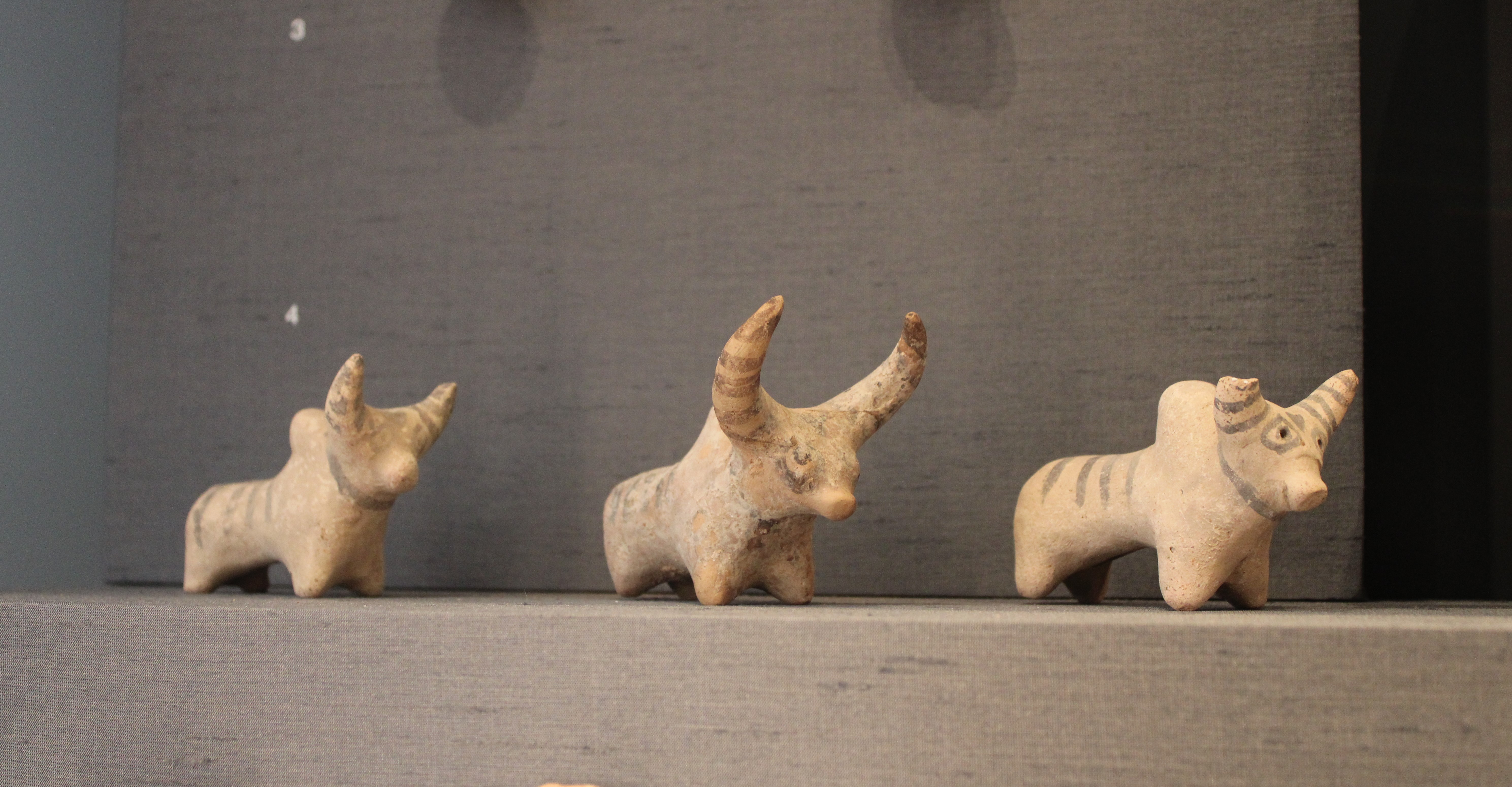
クリ文化。インダス文明の統合前にあった文化で、画像は大英博物館所蔵のテラコッタ製の牛の小像。

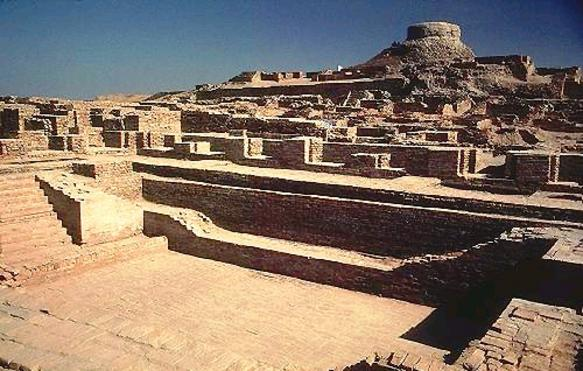
インダス文明の統合。画像はこの文明を代表する計画都市モヘンジョダロの遺跡。

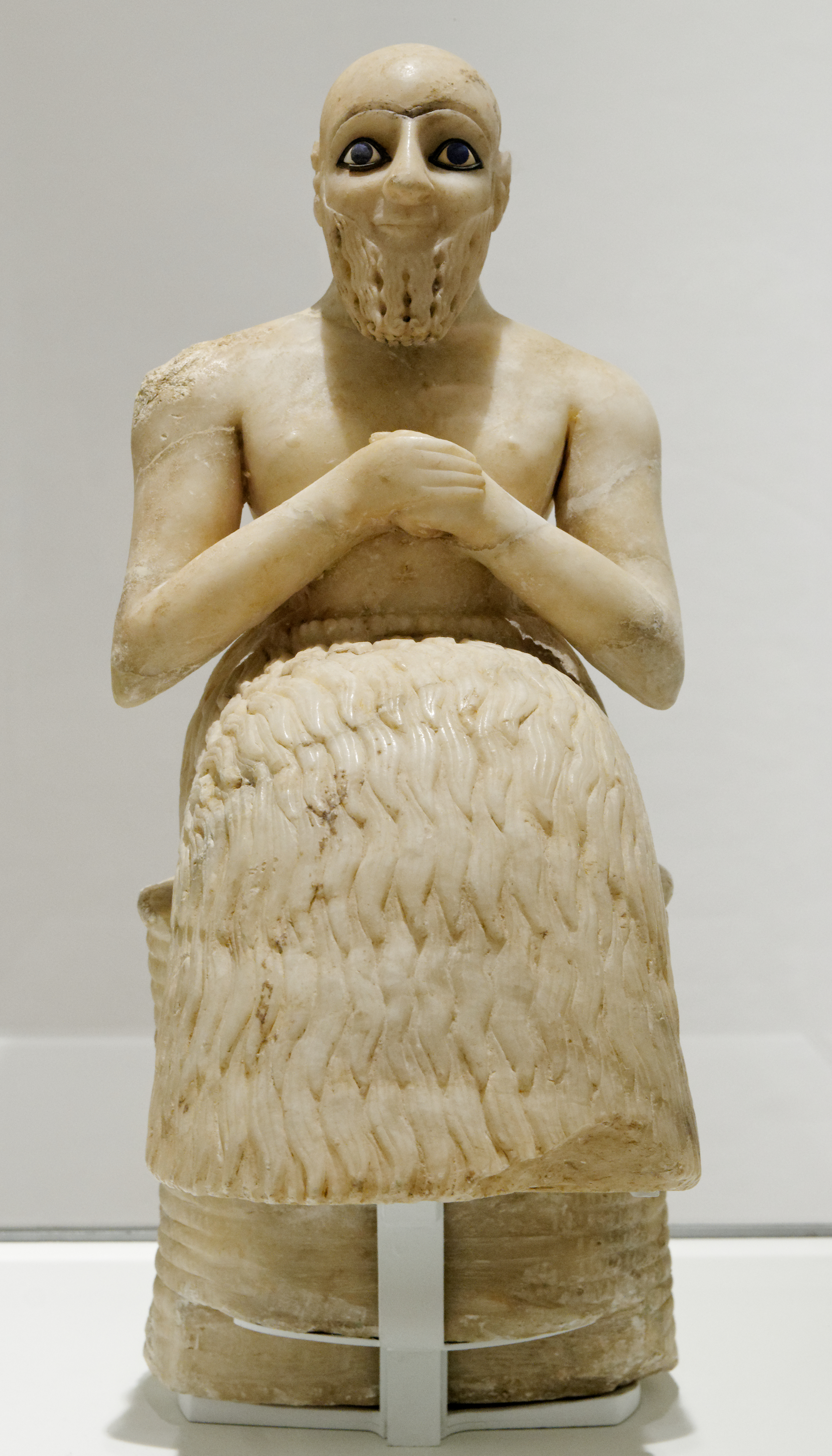
エビフ・イルの像。エビフ・イルは東部シリアの都市国家マリの代官。この像は彼が祈りを捧げる姿を模ったもので紀元前25世紀に作られた。またこの像はフランスの考古学者アンドレ・パロットによるマリのイシュタル神殿の発掘中に発見され、現在はルーヴル美術館が所蔵している。

紀元前25世紀（きげんぜんにじゅうごせいき）は、西暦による紀元前2500年から紀元前2401年までの100年間を指す世紀。

## 出来事

### 紀元前2500年代
- 紀元前2500年前 - ノルウェー北部ラダイ島でスキーの壁画が描かれる。
- 紀元前2500年頃
  - グリーンランドに最初のイヌイットの移住者。
  - アンデス高地ではカラル遺跡を代表とするカラル文化（ノルテ・チコ文化）が発展する。
  - 台湾近辺にいたオーストロネシア語族のモンゴロイド（ラピタ人の祖先）が南方へと移動し始める。
  - 日本では縄文時代後期が始まる。
    - 寒冷化により関東地方では人口減少が続く。この時代の遺跡として大森貝塚や大湯環状列石がある。

  - 中国四川省では宝墩文化が発展する。
  - 中国湖北省では石家河文化が成立する。
  - 中国陝西省から河南省では龍山文化が展開。
    - 陝西省を代表するこの時代最大級の都市遺跡である陶寺遺跡が形成される。
    - 河南省蘇羊遺跡では約300基の埋葬墓の遺跡が発見されている。

  - 中央アジア東北部からシベリア南部でアファナシェヴォ文化が衰退。
    - シベリア南部ではモンゴロイド系によるオクネフ文化が発生する。

  - バルーチスターンではクリ文化が成立（ - 紀元前2000年）。
    - 中心地はポラリ川支流のクド川右岸のニンドワリ遺跡（英語版）。

  - アナトリアのアラジャ・ホユック（英語版）の王墓が築かれる（ - 紀元前2300年頃）。
    - ハッティ人の都市アリンナに推定され、数多くの青銅製スタンダードの出土でも知られる。

  - ラガシュ第1王朝のウル・ナンシェの治世。
    - ラガシュに最初の世襲王朝を確立。治世を復元できるだけの50あまりの碑文記録を残している。

  - キクラデス文明中期（MC I期）。
  - 小アジアのトロイ（ヒッサリク）遺跡第II層Gの時代（ - 紀元前2200年頃）。
    - シュリーマンが叙事詩『イリアス』当時のトロイの地層だと推定したが今日では否定されている。
    - この地層から黄金製品を含む「プリアモスの財宝（プーシキン美術館蔵）」が出土している。

  - アフリカのヌビア（スーダン）ではケルマ文化（英語版）が始まる（ - 紀元前1500年頃）。

### 紀元前2490年代
- 紀元前2494年頃 - エジプト第4王朝が終焉し、ウセルカフ王により第5王朝が開かれる。
  - ウセルカフは第4王朝のメンカウラー王の王女ケンタカウエス1世を妃として王位を継承。
  - この王のもとでサッカラの「ジェセル王のピラミッド」のすぐ北側に「ウセルカフのピラミッド」が建てられる。
  - この王の時代に、太陽神ラーがエジプトの最高神となり、王の称号に太陽神の息子名が加わる。

### 紀元前2480年代
- 紀元前2487年頃 - エジプトでサフラー王が即位。
  - サフラー王の河岸神殿壁画には地中海東岸交易が描かれておりレバノン杉の輸入も確認されている。

### 紀元前2470年代
- 紀元前2475年頃 - エジプトでネフェルイルカラー・カカイ王が即位。
  - エジプト第1王朝から第5王朝までの最古の記録である「パレルモ石」はこの王の記録で途切れている。

### 紀元前2450年代
- 紀元前2450年頃
  - インダス文明統合期（ハラッパーIIIB期）。
    - インダス文明での各都市の繁栄。ハラッパーやモヘンジョダロやカーリバンガンが代表例。
    - インダス文明が初めて、家庭のトイレと道路沿いの排水溝を直接つなぎ、汚物の処理を行った。[1]

- 紀元前2450年頃
  - ラガシュ第1王朝のエアンナトゥムの治世。
    - ラガシュの最盛期の王で、その事績は「禿鷹の碑（英語版）（ルーヴル美術館所蔵）」の碑文に刻まれている。
    - ウンマ王ウシュとの間でラガシュ・ウンマ戦争が継続するがエアンナトゥム王はこれを撃退。